# ریخته‌گری ناقوس

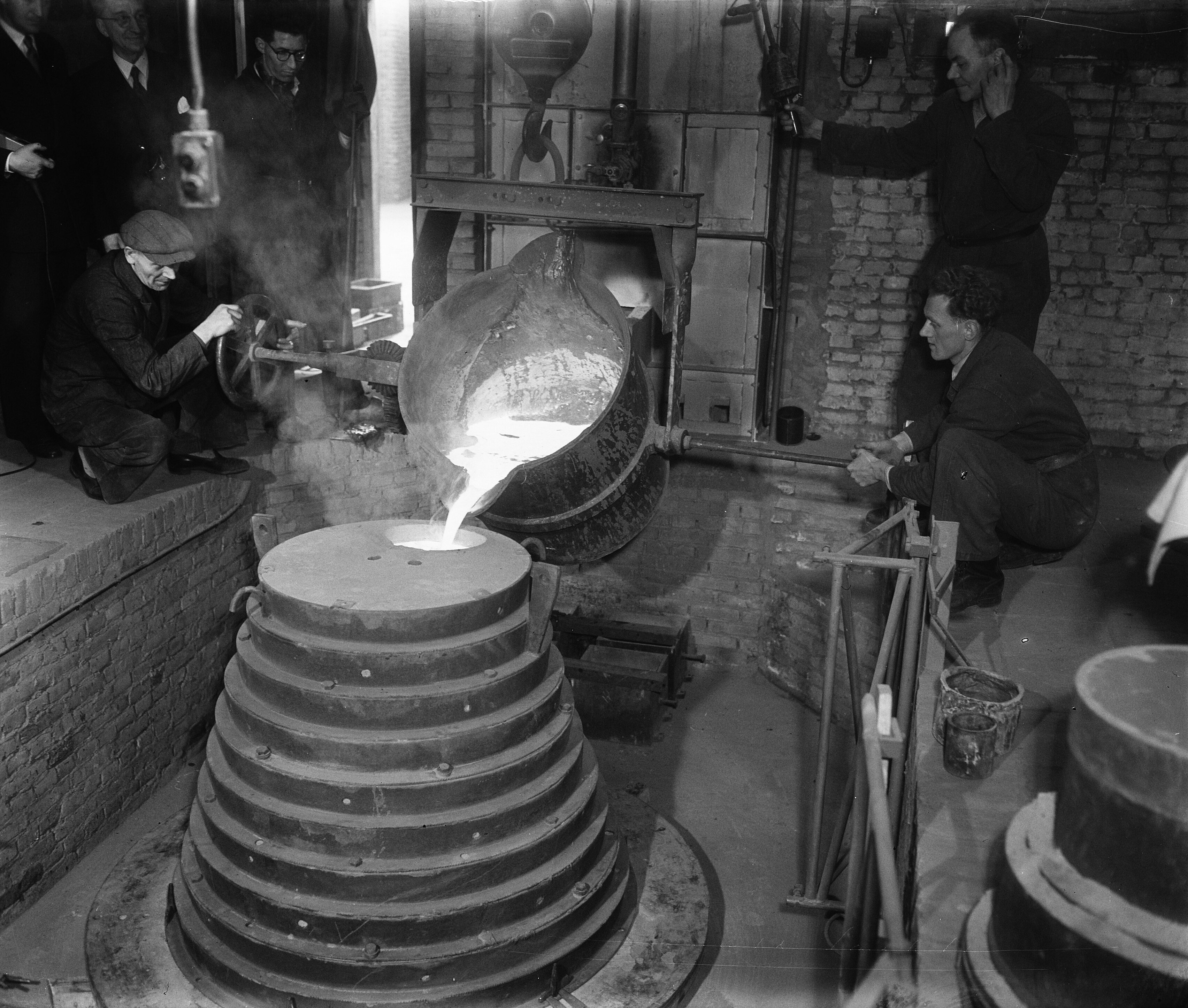
ریخته‌گری ناقوس در هلند

ریخته‌گری ناقوس، نوعی ریخته گری و تنظیم زنگ‌های برنزی است که در کارخانه‌های ریخته‌گری برای استفاده در کلیساها، برج‌های ساعت و ساختمان‌های عمومی به کار گرفته می‌شود. زنگ‌های بزرگ توسط این روش طراحی می‌شوند سپس برای تنظیم دقیق‌تر تراشیده شده تا نوای خاصی ایجاد گردد.
در حال حاضر بعضی از کارخانه‌ها از روش‌های سنتی و برخی دیگر از جدیدترین تکنیک‌های ریخته‌گری استفاده می‌کنند.

## تاریخچه

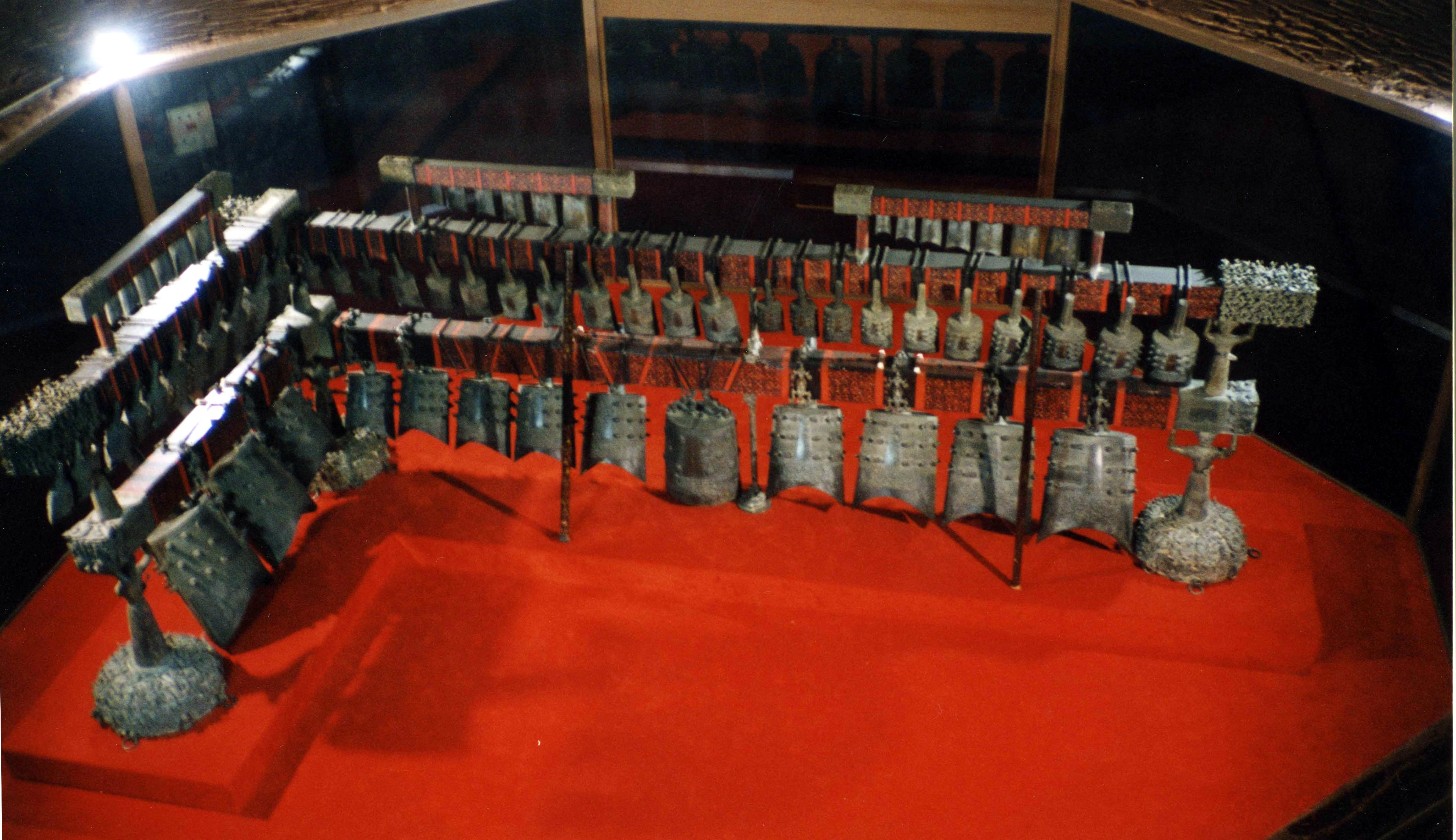
تصویر زنگ‌ها مورخ 433 قبل از میلاد

قرن‌ها پیش از تولید ناقوس‌های فلزی، اولین ناقوس‌ها در چین به وسیله رس ساخته می‌شدند.
ناقوس‌های اولیه علاوه بر تولید صوت نقشی فرهنگی نیز داشتند.همچنین رومیان از آن‌ها به عنوان وسیله زینتی استفاده کرده و یا به دور گردن احشام می‌انداختند.

## مواد و ترکیبات

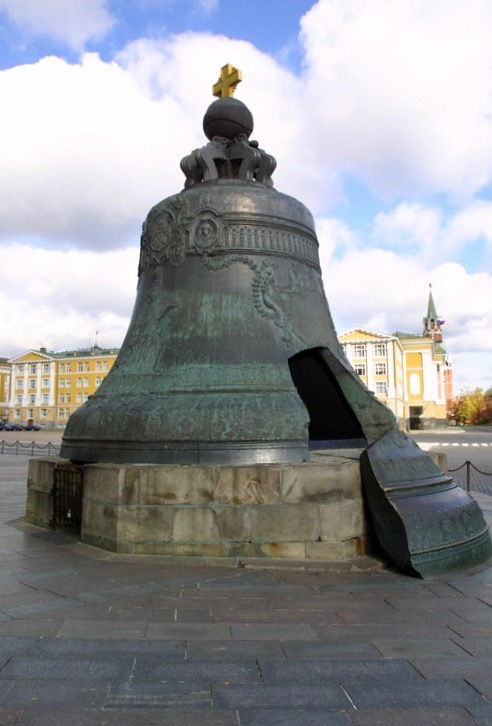
زنگ تزار (علت ترک‌خوردگی آن سرد شدن ناگهانی هنگام اطفای حریق بوده‌است)

### فلز زنگ
ناقوس‌ها به منظور تولید صدای مناسب اغلب با ریخته‌گری فلز زنگ که یک آلیاژ برنز است ساخته می‌شوند . آزمایش‌های زیادی در رابطه با ترکیب این آلیاژ در طول تاریخ صورت گرفته است.  در زنگ های هنری دوم  نسبت مس به قلع تقریباً دو بود، در حالی که زنگ های برنز آشوری ده برابر مس، قلع داشتند.  مناسب‌ترین ترکیب شناخته شده برای این آلیاژ حدود ۸۰ درصد مس و ۲۰ درصد قلع داراست.قلع و مس فلزاتی نسبتاً نرم هستند که در اثر ضربه تغییر شکل می دهند. با تبدیل شدن این دو فلز به آلیاژ، فلز  سخت‌تر و در عین حال با خاصیت الاستیک بیش‌تری ایجاد می‌گردد. این امر باعث ایجاد صدای بهتری می شود و سبب شده تا زنگ هنگام برخورد مانند فنر بلرزد،خاصیتی که ضروریست چرا که کوبه گاهی با سرعتی بیش از ۶۰۰ مایل بر ساعت به آن برخورد میکند. 
نیروهای نگه‌دارنده  قلع و مس باعث تشکیل ارتعاشاتی هنگام برخورد می شوند که طنین صدا را به وجود می‌آورد.  این ترکیب فلزی همچنین ماده ای  با قابلیت ماندگاری طولانی وسخت و مقاوم در برابر  اکسیداسیون را شکل می‌دهد که تنها در معرض هوازدگی اولیه سطح قرار می‌گیرد.باوجود اینکه اگر میزان قلع در ترکیب از ۲۵ درصد فراتر رود ماده نهایی نسبتا طرد و دارای نقطه ذوب کمتری می‌شود، سخت ترین و مستحکم‌ترین برنز حاوی مقادیر زیادی قلع و کمی سرب است.

### فلزات دیگر
گاهی مواد دیگری نیز ریخته‌گری ناقوس استفاده می شود،از جمله برنج یا آهن. اواسط قرن نوزدهم در انگلیس به دلیل مزیت اقتصادی استفاده از فولاد نسبت به برنز، این آلیاژ هم مورد آزمایش قرار گرفت،نهایتا مشخص شد که دوام کافی ندارد و تولید آن در سال ۱۸۷۰ متوقف شد. 
طبق سنتی مرسوم،برخی مواقع در آلیاژ زنگ از طلا و نقره استفاده می‌شد ، در تاریخ آمده است ثروتمندان و افراد متدین هنگام ریخته‌گری زنگ‌ها در حیاط کلیسا،سکه هایی از طلا یا نقره درون کوره می انداختند.آن‌ها اعتقاد داشتند که اضافه کردن طلا صدای زنگ را بهبود می بخشد. که نه‌ تنها نظریه‌ای غلط است، بلکه در مقادیر زیاد باعث آسیب به تناژ صدا می شود. 

## فرآیند ریخته‌گری

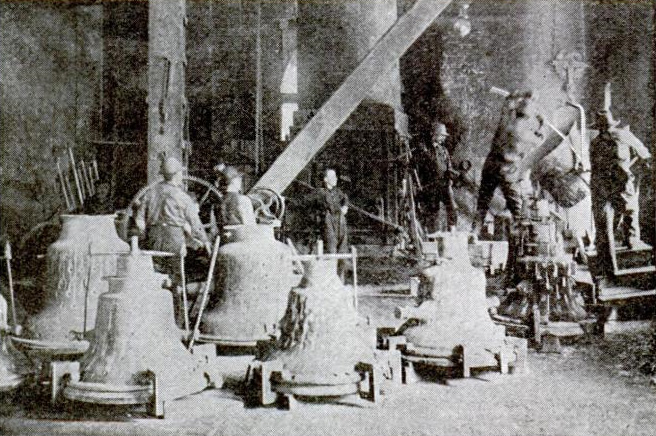
ریخته‌گری زنگ‌ها با ریختن فلز مذاب در قالب‌ها

اصول کلی فرآیند ریخته‌گری ناقوس از قرن دوازدهم تاکنون ثابت مانده است. زنگ‌ها در قالبی دو کفه‌ای متشکل از هسته و گوشته و گاهی ماهیچه قرار می گیرند. این قطعات در مقاطعی با دقت بالا تولید می شوند از این رو فضای خالی میان توسط فلز مذاب کاملا پر می شود. 

### اندازه‌گیری و الگوبرداری
در ابتدا ابعاد زنگ به طور دقیق محاسبه می شود تا از عملکرد درست آن در آخر اطمینان حاصل شود. برای شکل دهی به قالب رسی ، از دو قالب چوبی به نام "تخته های چوبی" استفاده می شود. یکی از آن‌ها با ابعاد بیرونی زنگ مطابقت دارد و دیگری با ابعاد درونی زنگ.

### ساخت قالب
با استفاده از مواد متخلخلی مانند  کک ، سنگ یا آجر مدلی دقیق از صفحه داخلی زنگ ساخته می‌شود. در مرحله بعدی با شن و ماسه یا خاک رس پوشانده شده تا سطحی صاف شکل گیرد.(این قالب اولیه به زنگ بدلی معروف است). سپس قالب به صورت دستی با موم و شکل‌ها و کتیبه‌هایی که آن‌ها نیز از جنس موم هستند، پوشیده می‌شود.
سه لایه خاک نسوز بر روی زنگ بدلی قرار گرفته و سپس با رویه‌ای از جنس استیل محصور می‌شود. فضای خالی بین قالب و استیل با سیمان پر شده و تا زمان حذف کردن رویه باقی می ماند تا سفت شود. زنگ بدلی از اطراف هسته داخلی برداشته می‌شود تا موم و سیمان باقی بماند. تمام ضایعات به جا مانده از زنگ بدلی با مشعل از بین می روند. در مرحله بعد قالب را حرارت داده تا اضافات نیز بخار شده یا ذوب گردند.
گاهی برای ساخت قالب از مواد اولیه دیگری چون آهن،سنگ،فیبر و... نیز استفاده می‌شود.

### تزریق مذاب
قالب زنگ خارجی در دسته یا گوشته از روی قالب داخلی پایین آمده و آنها را به هم قفل می‌کنند و فضایی خالی بین آنها باقی می‌ماند که مذاب آن را پر می کند. بسته به روش یا سنت ریخنه‌گری گاهی قالب در گودالی قرار می‌گیرد که موجب دیرتر سرد شدن مذاب می‌شود. 
وقتی کوره به دمای تقریبی ۱٬۱۰۰ درجه سلسیوس (۲٬۰۱۰ درجه فارنهایت) رسید، مس و قلع در آن ذوب می‌شوند.
اغلب ضایعات ناقوس های قدیمی نیز به ترکیب اضافه می گردد ، به خصوص اگر ناقوس های تولیدی جایگزینی برای قطعات قبلی باشند خود نوعی بازیافت محسوب می‌شود.
به منظور از بین بردن ناخالصی‌ها، سرباره مذاب‌ گرفته شده، سپس با استفاده از ملاقه‌ای درون قالب ریخته می شود.سوراخ های درون قطعه باعث تسهیل خروج گاز می‌شوند، در غیر این صورت خطر تخلخل و یا ترک‌خوردگی وجود دارد.  همچنین رطوبت قالب و یا دمای غیر مناسب مذاب نیز باعث تخلخل می‌شوند.

### سرد شدن
پس از سرد شدن ناقوس و اجزای آن،قالبی که محتوی زنگ است را از گودال خارج می‌کنند. در ادامه زنگ را از محفظه با دقت خارج می‌کنند.در این مرحله ضایعاتی که احیانا به قطعه چسبیده‌اند حذف شده و فلزات اضافی که ممکن است در زیر لبه زنگ شکل گرفته باشند، بریده می شوند. 

## تنظیم صدا و کوک کردن
برای کوک کردن زنگ، آن را برروی دستگاه تراش قرار داده سپس قطعاتی از فلز تراش داده می‌شوند تا هارمونی مناسبی از زنگ تولید شود.
اگرچه اکنون این فرآیند به صورت الکترونیکی انجام می‌شود، نیازمند مهارت زیاد اپراتور می‌باشد.

## کوبه زنگ
در گذشته آهن فرفورژه برای ساخت کوبه به کار می‌رفت ولی به علت عدم دسترسی به آن در حال حاضر از چدن یا چوب استفاده می‌شود.
کوبه در فرآیندی مشابه زنگ تولید می‌شود.همچنین تهیه آن نیازمند دقت زیادی است چرا که در صورت سبک بودن کوبه صدای مدنظر از زنگ به‌وجود نمی ‌آید و یک کوبه سنگین ممکن است باعث ترک خوردن زنگ شود.

### کتب استفاده شده
- Coleman, Satis Narrona (1928). Bells, their history, legends, making, and uses. Rand, McNally & Company. ISBN 978-1-4047-9112-1. Retrieved 2012-09-08.
- Johnston, Ron (1986). Bell-ringing: The English Art of Change-Ringing. Great Britain: Viking. pp. 40–41. ISBN 0-670-80176-3.
- Jennings, Trevor S. (1988). Bellfounding. Princes Risborough, England: Shire. ISBN 0-85263-911-2.
- Milham, Willis Isbister (1945). Time & timekeepers: including the history, construction, care, and accuracy of clocks and watches. The Macmillan Company. pp. 313–318. ISBN 0-7808-0008-7.
- Starmer, W. W. (1901). "Bells and Bell Tones". Proceedings of the Musical Association, 28th Sess. Taylor & Francis, Ltd. on behalf of the Royal Musical Association. 28: 25–44. doi:10.1093/jrma/28.1.25. JSTOR 765451.